# NGC 4763
NGC 4763 (również PGC 43792) – galaktyka spiralna z poprzeczką (SBa), znajdująca się w gwiazdozbiorze Kruka. Odkrył ją William Herschel 31 grudnia 1785 roku.